# Berberis beesiana
Berberis beesiana är en berberisväxtart som beskrevs av Ahrendt. Berberis beesiana ingår i släktet berberisar, och familjen berberisväxter. Inga underarter finns listade i Catalogue of Life.